# هاتشکی
هاتشکی (به چکی: Hačky) یک منطقهٔ مسکونی در جمهوری چک است که در ناحیه پروستییوو واقع شده است. هاتشکی ۲٫۶۷ کیلومتر مربع مساحت و ۹۸ نفر جمعیت دارد و ۴۷۳ متر بالاتر از سطح دریا واقع شده است.